# Iliacantha
Iliacantha is een geslacht van kreeftachtigen uit de klasse van de Malacostraca (hogere kreeftachtigen).

## Soorten
- Iliacantha hancocki Rathbun, 1935
- Iliacantha liodactylus Rathbun, 1898
- Iliacantha schmitti Rathbun, 1935
- Iliacantha sparsa Stimpson, 1871
- Iliacantha subglobosa Stimpson, 1871